# Pittosporum virgatum
Pittosporum virgatum är en tvåhjärtbladig växtart som beskrevs av T. Kirk. Pittosporum virgatum ingår i släktet Pittosporum och familjen Pittosporaceae. Utöver nominatformen finns också underarten P. v. matthewsii.